# 張鎬
張 鎬（ちょう こう、生年不詳 - 764年）は、唐代の官僚・政治家・軍人。字は従周。本貫は博州。

## 経歴
行儀作法にすぐれ、体格が立派でたくましく、心が広く大志を抱いていた。経書や史書を渉猟し、王道や覇道のあらましを語ることを好んだ。若くして呉兢に師事し、呉兢に重んじられた。のちに長安で遊んで、一室に端座して、世情と交わらなかった。酒をたしなみ、琴を好み、常に座右に置いていた。
天宝末年、楊国忠は自分の名声を高めようと、天下の奇傑を捜索していた。張鎬の名を聞いて、召し出して会見し、かれを推薦した。張鎬は貧賤な身から左拾遺に任じられた。安禄山が反乱を起こすと、楊国忠はたびたび軍事や国政のことを張鎬に諮問した。張鎬は賛善大夫の来瑱を推挙した。玄宗が蜀に避難すると、張鎬は山谷から徒歩で扈従した。至徳元載（756年）、粛宗が即位すると、張鎬は玄宗の命を受けて粛宗の行在に赴いた。張鎬は鳳翔府に到着すると、諫議大夫に任じられた。至徳2載（757年）、中書侍郎・同中書門下平章事（宰相）となった。ときに供奉僧数百人が内道場におり、朝から夜まで念仏の声を響かせていた。張鎬は仏教によって太平をもたらすことはできないと、粛宗を諫めた。
張鎬は文武に才能があったことから、河南節度使を兼ね、持節・都統淮南等道諸軍事を命じられた。張鎬が出発すると、張巡から宋州が包囲されていると危急を告げてきたため、張鎬は道を急いで進み、濠州刺史の閭丘暁に兵を率いて救援に出るよう伝えた。閭丘暁はぐずぐずして進軍しなかった。張鎬が淮口に到着したときには、宋州はすでに陥落していた。張鎬は閭丘暁に怒って、閭丘暁を杖殺した。唐軍が長安・洛陽を奪回すると、張鎬は銀青光禄大夫の位を加えられ、南陽郡公に封じられ、もとの軍を率いて汴州に駐屯し、反乱軍を招討した。史思明が范陽から唐の朝廷に帰順を申し出てくると、張鎬はその偽りを察知して、強い権限を与えないよう密奏した。また滑州防禦使の許叔冀が信頼できないので、滑州での軍権を奪って宿衛に入れるよう求めた。粛宗はいずれも聞き入れなかった。范陽や滑州の使者に赴いた宦官はみな史思明と許叔冀の誠実を申し立てた。乾元元年（758年）、張鎬は機会を見失っているものと粛宗にみなされて、宰相から罷免され、荊州大都督府長史に左遷された。のちに史思明と許叔冀の偽りはみな張鎬の言に符合していた。ほどなく張鎬は召還されて太子賓客となった。乾元3年（760年）、左散騎常侍に転じた。上元2年（761年）、嗣岐王李珍が誣告されて死を賜ると、張鎬は李珍の邸宅を買っていたことからその罪に連座して、辰州司戸参軍に左遷された。
宝応元年（762年）、代宗が即位すると、張鎬は撫州刺史に任じられた。洪州刺史・饒吉等七州都団練観察等使に転じ、平原郡公に改封された。袁晁の反乱軍が東境を侵すと、張鎬は兵を派遣して上饒に駐屯させ、2000人を斬首した。さらに舒城を襲撃した楊昭を梟首した。また別将を派遣して新安の沈千載の一党を殲滅した。ほどなく江南西道都団練観察等使となった。広徳2年（764年）9月、死去した。

## 伝記資料
- 『旧唐書』巻111 列伝第61
- 『新唐書』巻139 列伝第64